# Platanov listni zavrtač
Platanov listni zavrtač (znanstveno ime Phyllonorycter platani) je vrsta metuljčka iz družine zavitkarjev, ki izvira iz Male Azije, danes pa je prisoten že po celi Evropi, in vzhodni palearktiki, pa tudi po delih ZDA.
Odrasli metulji imajo premer kril med 8 in 10 mm. Pojavljajo se v dveh generacijah od sredine junija do novembra. .
Ličinke se hranijo z listi dreves iz rodu Platanus, v katere vrtajo rove.